# Сломанное ухо
«Сломанное ухо» (фр. L’Oreille cassée) — шестой альбом из серии «Приключения Тинтина» бельгийского карикатуриста Эрже.
Комикс публиковался еженедельно в бельгийском журнале Le Petit Vingtième с 5 декабря 1935 года до 25 февраля 1937 года, а затем был опубликован в сборнике Casterman в 1937 году. Цветная версия комикса появилась в 1943 году.
Как и предыдущий, этот альбом обыгрывает политические реалии того времени — на сей раз Чакскую войну в Южной Америке.

## Сюжет
Из этнографического музея в Брюсселе украден идол, некогда принадлежавший племени южноамериканских индейцев. На другой день его возвращают в музей с запиской, что кража была всего лишь шуткой. Одновременно утренние газеты сообщают о смерти некого Бальтазара — выходца из Латинской Америки, специализировавшегося на изготовлении деревянных статуэток.
Репортёр Тинтин подмечает, что у возвращённого идола, в отличие от украденного, левое ухо целое, а не повреждённое. У него рождается гипотеза: Бальтазар, выполняя заказ неведомого преступника, выполнил копию идола, после чего был умерщвлён. В квартире Бальтазара он находит говорящего попугая. Некоторое время погодя ему приходит в голову, что попугай и есть тот ключ, который способен вывести его на преступника.
Кроме Тинтина, за пернатым свидетелем смерти Бальтазара ведут охоту двое подозрительных латиноамериканцев, Перес и Рамон. Цель их пребывания в Европе — завладеть неуловимым идолом. Довольно скоро становится ясно: они не остановятся ни перед чем, чтобы вывести Тинтина из игры.

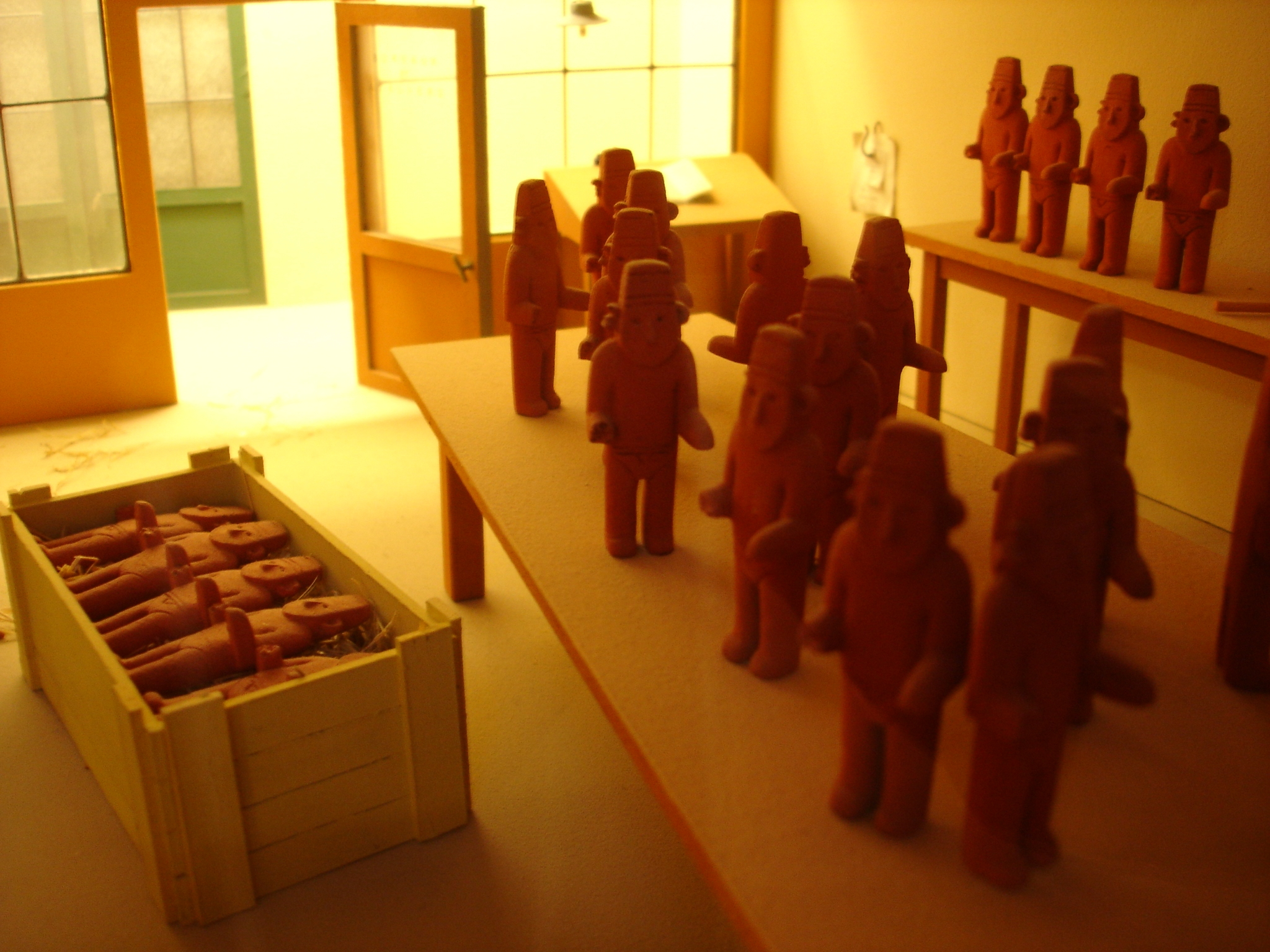
Идол со сломанным ухом — классический макгаффин, приводящий в действие сюжет комикса

Следуя за ними по пятам, Тинтин попадает на борту океанского лайнера в южноамериканское государство Сан-Теодорос. Бандиты подстраивают его арест местными полицейскими. Когда Тинтина выводят на расстрел, приходит известие о революции: режим генерала Тапиоки свергнут сторонниками генерала Алькасара. (Повторно побывав в Сан-Теодоросе в альбоме «Тинтин и пикаросы», репортёр застанет очередной виток не прекращающейся борьбы двух генералов).
Тинтина из за пьянства провозглашают героем борьбы с предыдущим режимом, и Алькасар делает его своим адъютантом. Между тем подпольное общество противников Алькасара пытается совершить во дворце террористический акт, а на Тинтина возобновляют охоту Перес и Рамон. В довершение неразберихи две нефтяные компании, британская и американская, в союзе с международными торговцами оружием ссорят Сан-Теодорос с соседним государством Нуэво-Рико.
На пути милитаристов оказывается миролюбивый Тинтин. Поверив распространяемой о нём клевете, генерал приказывает разжаловать своего вчерашнего любимца и бросить его в тюрьму, однако тому удаётся бежать от военных в джунгли. После многих приключений он добирается по реке на каноэ в земли свирепого племени арамбайя, которому принадлежал когда-то пропавший идол. 
Тинтин попадает в плен к кровожадному племени, где его чуть не приносят в жертву божеству, однако всё заканчивается благополучно. С помощью исследователя, пропавшего много лет тому назад, главному герою удаётся выяснить обстоятельства, при которых идол когда-то покинул племя. Попутно выясняется причина интереса к статуэтке со стороны гангстеров — внутри был спрятан драгоценный камень.
На обратном пути Перес и Рамон отбирают у Тинтина каноэ, сталкивая его в кишащую пираньями реку.
Выбравшись на берег, Тинтин и Милу пешком добираются до столицы Нуэво-Рико, где их внимание привлекают выставленные в витринах копии заветного идола. Тинтин добирается до мастерской по их изготовлению, которой владеет брат покойного Бальтазара. Из разговора с ним выясняется, что статуэтка была прислана вместе с другими вещами брата из Европы. Однако идола у него уже нет: за несколько дней до встречи с Тинтином он был продан богатому американцу.
Лайнер с американцем на борту уже покинул порт, но Тинтину удаётся нагнать судно на самолёте. Там его ожидает последняя встреча с Пересом и Рамоном, к тому времени уже выкравшими из каюты американца бесценную вещицу с повреждённым ухом.

## Экранизации и адаптации
Комикс «Сломанное ухо» был адаптирован для мультсериала «Приключения Тинтина» 1956 года и мультсериала «Приключения Тинтина» 1992 года.